# Friedrich Katz
Friedrich Katz (Wenen, 13 juni 1927 - Philadelphia, 16 oktober 2010) was een Oostenrijks etnoloog en historicus.
Katz was afkomstig uit een familie van Joodse communisten. Zijn vader vocht als vrijwilliger aan republikeinse zijde in de Spaanse Burgeroorlog en werd na de republikeinse nederlaag gedeporteerd naar Frankrijk. Toen nazi-Duitsland dat land bezette, vluchtte de familie naar de Verenigde Staten, waar zij wegens hun communistische sympathieën niet werden toegelaten, zodat ze op uitnodiging van president Lázaro Cárdenas in Mexico terechtkwamen.
Katz studeerde geschiedenis in Mexico-Stad, New York en Wenen, waar hij zich specialiseerde in de geschiedenis van Mexico. In 1954 werd hij docent aan de Humboldtuniversiteit in Berlijn in de Duitse Democratische Republiek, maar hij raakte gedesillusioneerd over het communisme na de inval in Tsjecho-Slowakije van 1968. Vanaf 1971 was hij hoogleraar aan de Universiteit van Chicago. Katz is vooral bekend om zijn werken over de Mexicaanse Revolutie, waaronder The Secret War in Mexico en The Life and Time of Pancho Villa. Katz sprak zijn bewondering uit voor het feit dat Pancho Villa, Emiliano Zapata en andere leiders uit de Mexicaanse Revolutie over bijzondere organisatiekrachten beschikten, gezien het feit dat zij enorme legers wisten te mobiliseren zonder een politiek apparaat, in tegenstelling tot bijvoorbeeld Vladimir Lenin en Mao Zedong. Desalniettemin werd Katz ook bekend om zijn inspanningen mythen en legenden over de Revolutie te ontzenuwen en de periode in zijn historische context te plaatsen.
Katz ontving eredoctoraten van enkele Mexicaanse universiteiten, werd benoemd tot ereburger van de staat Chihuahua en ontving van de Mexicaanse regering de Orde van de Azteekse Adelaar, de hoogste onderscheiding voor buitenlanders. In 2004 opende de Universiteit van Chicago te zijner ere het Centrum voor Mexicaanse Studies Friedrich Katz.